# Вільшанське водосховище
Вільша́нське водосхо́вище — руслове водосховище на річці Теребля. Розташоване в Тереблянській долині, у межах Хустського району Закарпатської області. Гребля водосховища розташована неподалік від північної околиці села Вільшани.
Створене 1955 року для Теребле-Ріцької ГЕС.

## Опис

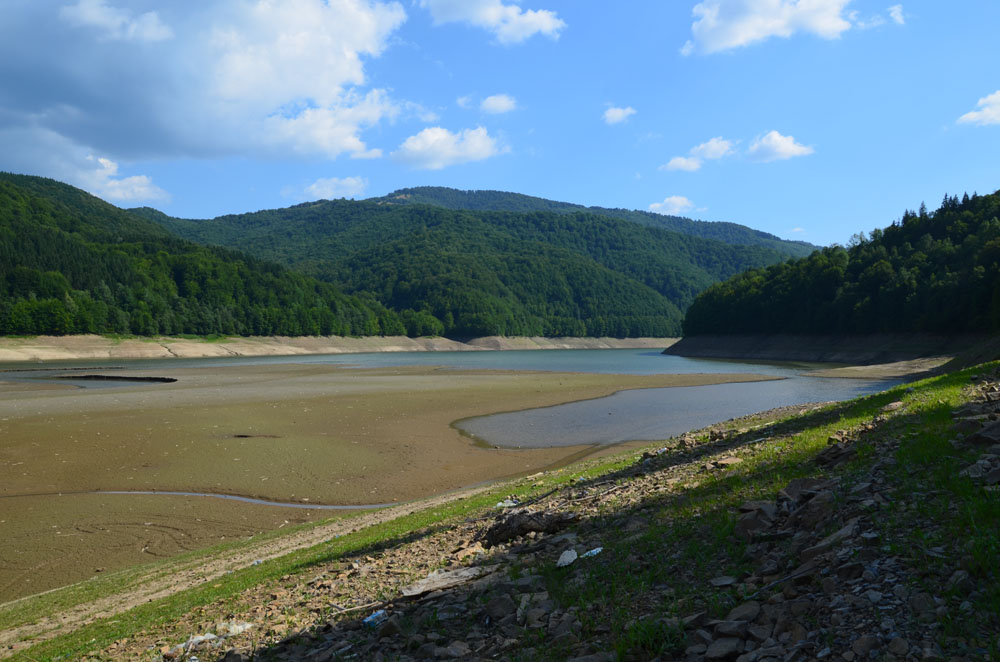

Довжина водосховища понад 10 км, площа 80 га (при мінімальному рівні води — 72 га, при максимальному — 90 га). Глибина 8 м. Об'єм води — до 24 млн. м³. Висота греблі 46 м, довжина — 153 м.